# John Merricks
John Edward Merricks (Leicester, 16 febbraio 1971 – Castiglione della Pescaia, 8 ottobre 1997) è stato un velista britannico.
È deceduto a soli 26 anni a causa di un incidente stradale.

## Palmarès

### Olimpiadi
- 1 medaglia:
  - 1 argento (Atlanta 1996 nel 470)